# Тенгиз Сулаквелидзе
Тенгиз Сулаквелидзе (груз. თენგიზ სულაქველიძე; 23. јул 1956) бивши је совјетски и грузијски фудбалер. Заслужни мајстор спорта (1981).

## Биографија
Фудбалску каријеру је започео у Торпеду Кутаиси, за који је играо између 1974. и 1978. Године 1978. прешао је у Динамо Тбилиси, где је постао првак СССР 1978, победник Купа СССР 1979, освајач Купа победника купова 1980/81. Каријеру је завршио 1989. у шведском ИФК Холмсунду.
Дебитовао је за репрезентацију Совјетског Савеза 26. марта 1980. у пријатељској утакмици против Бугарске. На Летњим олимпијским играма 1980. у Москви са олимпијском селекцијом је освојио бронзану медаљу. Играо је на Светском првенству 1982. године у Шпанији. На Европском првенству 1988. у Западној Немачкој био је део репрезентације Совјетског Савеза када су освојили друго место. Одиграо је 49 утакмица за репрезентацију Совјетског Савеза и постигао 2 гола.

## Успеси

### Клуб
- Првенство СССР: 1978.
- Куп СССР: 1979.
- Куп победника купова: 1981.

### Репрезентација
СССР
- Сребрна медаља Европско првенство 1988. у Западној Немачкој